# Часопис «Південна Україна»
Часопис Запорізького наукового товариства імені Я.Новицького «Південна Україна», до 1997 — «Південна Україна XVIII—XIX ст.: Записки Науково-дослідної лабораторії історії Південної України Запорізького державного університету» — неперіодичний збірник наукових праць, задекларований як щорічник.

## Історія
Заснований як видання Н.-д. лабораторії історії Південної України Запорізького державного університету наприкінці 1995. Головний редактор — А.Бойко. 1997 наступником лабораторії стало Запорізьке наукове товариство ім. Я.Новицького, котре об'єднувало дослідників із Запоріжжя, Дніпропетровщини, Донеччини, Херсонщини та ін. регіонів, які студіювали історію Півд. України.
Від кінця 1990-х рр. збірник публікувався в 3-х серіях: «Південна Україна з найдавніших часів до XVII століття», «Південна Україна XVIII—XIX століття» та «Південна Україна XX століття». Видавався під грифом Запорізького відділення Інституту української археографії та джерелознавства імені М.Грушевського НАН України, Запорізького державного університету та Н.-д. лабораторії історії Півд. України. 1996—2003 вийшло 7 випусків.

## Вміст і автори
До основи дослідницької програми, котра об'єднувала різних учених, був покладений принцип етно- та соціокультурної локалізації історичного простору Півд. України. Структурно збірник поділявся на низку рубрик: «Статті», «Огляди», «Хроніка», «Повідомлення», «Публікації документів», «Спадщина», «Постаті» та ін. Друкувалися статті, матеріали й документи з історії Задунайської Січі, Кам'янської Січі, Нової Січі, Олешківської Січі, Нової Сербії, Слов'яносербії, дніпровських лоцманів, общинного ладу населення на Півдні України в останній чв. 18 ст., Азовського козацького війська, біржової торгівлі на південноукраїнських землях наприкінці 18 — у 19 ст., складання топографічних описів Півд. України кінця 18 — поч. 19 ст., Одеського товариства історії та старожитностей, заселення Півд. України в 2-й пол. 19 ст., одеської Громади кінця 19 — поч. 20 ст., катеринославських есерів-боротьбистів, а також розвідки, присвячені В.Антоновичу, Ф.Вовку, Д.Дорошенку, Б.Крупницькому, Ф.Леонтовичу, І.Манжурі, Я.Новицькому, Д.Пойді, Н.Полонській-Василенко, П.Рябкову, М.Тищенку, Д.Яворницькому та багатьом ін.
На сторінках «Південної України» вміщували свої публікації С.Абросимова, А.Бойко, В.Брехуненко, М. П. Ковальський, В. В. Кравченко, І.Лиман, Ю.Мицик, С.Світленко, В.Хмарський, Г.Швидько та ін.